# Iasnaïa Poliana (domaine)
Pour les articles homonymes, voir Iasnaïa Poliana.
Iasnaïa Poliana (en russe : Ясная Поляна, litt. « la lumineuse clairière ») est un domaine de 380 hectares dont Léon Tolstoï hérite à la mort de sa mère en août 1830, et dans lequel il résida et où il est enterré.
La propriété se situe à 12 km au sud-ouest de la ville de Toula (elle-même à 200 km au sud de Moscou). Jadis dépendant du gouvernement de Toula de 1796 à 1929, Iasnaïa Poliana relève depuis 2005 du « District de Shchekino et Shchekinsky » dans l'oblast de Toula.
Ces terres et ce manoir sont actuellement gérés par l'État russe et la famille Tolstoï. Ils ont survécu au bolchevisme et au stalinisme : en 1921, la résidence reçoit le statut de musée, y compris les autres biens commémoratifs environnants, c'est-à-dire les forêts, les champs, vergers et jardins ... En 1986, le domaine reçoit le statut de mémorial d'État et les espaces naturels, celui de réserve naturelle Depuis 1993, il jouit également du statut d'objet culturel d'importance particulière et depuis 2016, le festival international de théâtre « Tolstoï » s'y tient.
C'est essentiellement là, et dans le domaine voisin de Nikolskoïe-Viazemskoïe, que Tolstoï écrit, avec le concours de sa femme Sophie, son chef-d'œuvre Guerre et Paix. Il en est de même pour la genèse et la rédaction d' Anna Karénine.
Les descendants de Léon Tolstoï, venus du monde entier, s'y retrouvent tous les deux ans. C'est un évènement très apprécié par les Russes et très suivi par leurs médias du fait de l'importance immémoriale de la famille Tolstoï, présents dans les grands faits de l'Histoire et de la culture russes.

## La vie à Iasnaïa Poliana

### Historique
Yasnaya Polyana est mentionné pour la première fois dans un document datant de 1652, le décrivant comme appartenant à un officier du nom de Stepan Kartsov et consistant en 75 acres de terre (soit environ 30 hectares), où vivaient une douzaine de personnes. L'exploitation et le village prospèrent sous la houlette de ses descendants.
Tolstoï y naît le 28 août 1828. Jusqu'à huit ans et demi, il ne connut que la campagne à Iasnaïa Poliana, la famille et les petits paysans. Il apprend l'arithmétique, ainsi que, partiellement, le français, l'allemand et le russe. Puis la ville attire la fratrie, pour qu'elle y reçoive une éducation de qualité. À cette époque, Léon fut surnommé « Liova riova », ce qui signifie Léon le pleurnicheur, du fait de sa grande sensibilité, notamment lors de son départ de Iasnaïa Poliana avec sa famille pour Moscou. Cet exil provoque chez lui une tristesse et une nostalgie si forte, qu'il retourne y vivre après 1847, et ce jusqu'à sa mort en 1910. Entre 1882 et 1901, il passe ses hivers dans sa maison de Moscou, rue Khamovniki.
Il connaît ses plus grandes joies à Iasnaïa Poliana mais avec son évolution morale le domaine, propriété privée et lieu de pouvoir, devient contradictoire. C'est aussi de là qu'il s'enfuit pour la gare d'Astapovo,.
Son épouse, Sophie Tolstoï, laisse des milliers de clichés du domaine, aujourd'hui dans les archives d'État de la fédération de Russie, pour la plupart. Le château abrite aujourd’hui le musée Tolstoï. L'on y accède par une allée de bouleaux argentés[réf. souhaitée]. Les descendants de Léon et Sophie Tolstoï se réunissent encore aujourd'hui dans ce château-maison de famille-musée.

### La maison

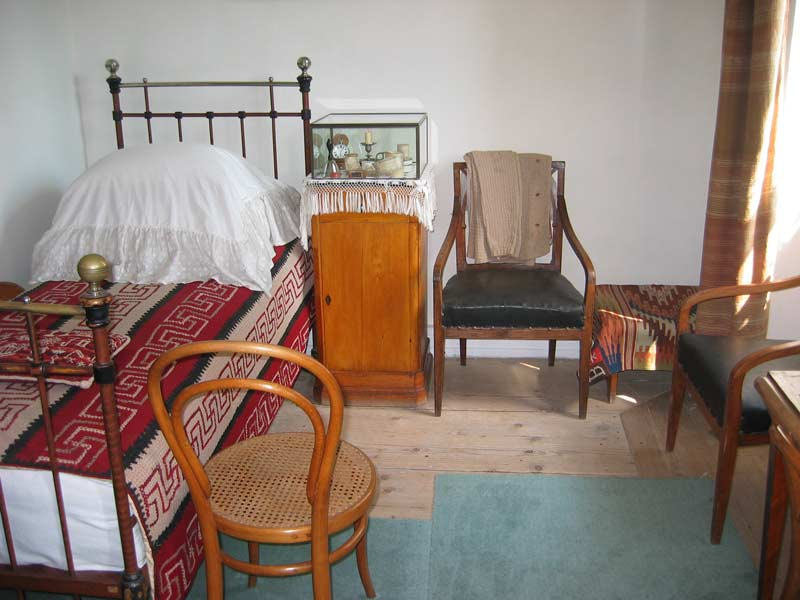
La chambre de Tolstoï

La maison en elle-même date des premières années du XIXe siècle. Ce n'est à l'origine que l'aile du château de Nicolas Volkonski, grand-père de Tolstoï. Ce château construit en 1763 est en fait celui dans lequel Tolstoï est né[réf. souhaitée]. Il est vendu en 1854 (sans les ailes) pour être démonté et reconstruit trente kilomètres plus loin, dans la localité de Dolgoïe.
Tolstoï et sa famille s'installent alors dans l'aile nord, modifiée et agrandie, tandis que l'aile sud, dans laquelle l'écrivain va fonder son école, est restée la même qu'à l'origine.
Plus d'une dizaine de personnes vivent constamment dans la maison qui comprend de nombreuses pièces, de la chambre de Tolstoï à la chambre du docteur (un médecin est en effet attaché à la famille Tolstoï ; le dernier est Dushan Makovitsky.

### L'école

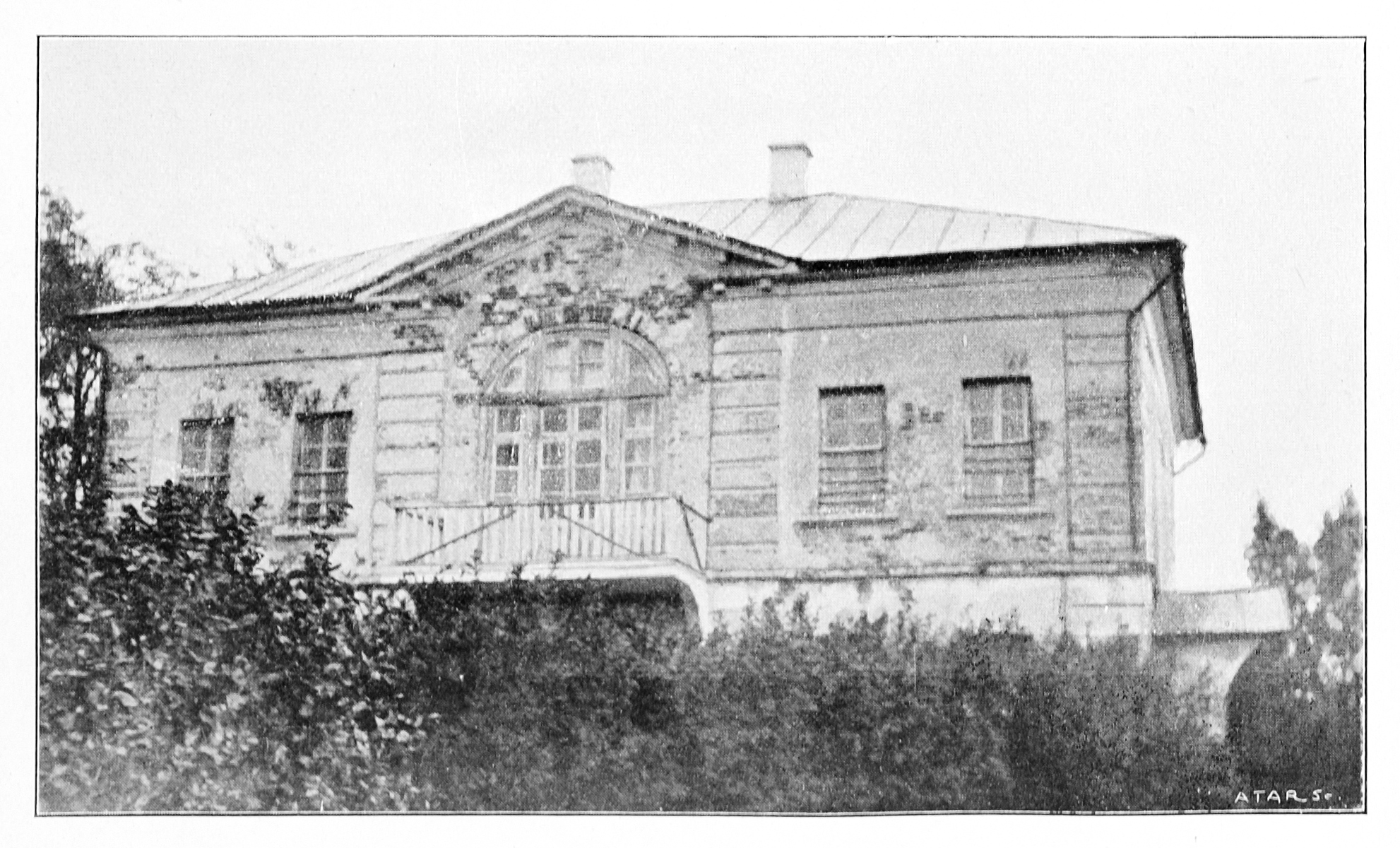
L'école de Iasnaïa Poliana en 1861-1862

Tolstoï ouvre en 1859 une école dans l'aile sud de l'ancien château, dans laquelle il veut offrir à ses paysans l'éducation qu'il n'a jamais eue et appliquer ses principes pédagogiques . Tolstoï affirme qu'il est prêt à se sacrifier à ce projet « Je consacrerai tout mon bien et toutes mes forces à la réalisation de ce programme ». Néanmoins, durant l’année 1861, Tolstoï est nommé « conciliateur des litiges ». Un manifeste du tsar Alexandre II, qui a succédé à Nicolas Ier, vient en effet de décréter l’affranchissement des serfs. Mais, dès sa promulgation, des différends surviennent entre les propriétaires fonciers et les paysans, et le gouvernement veut les régler avec l’aide d’« arbitres de paix ». Pendant un an, Tolstoï s’acquitte de sa tâche consciencieusement.
Le 23 septembre 1862, Léon Tolstoï, à l'âge de trente-quatre ans, épouse Sophie Behrs, une jeune fille de dix-huit ans, fille d’un médecin attaché à l’administration du palais impérial de Moscou. Il se remet à écrire et termine Les cosaques, commencé dix ans plus tôt et qui obtient très vite un grand succès.

Toutefois, après la rédaction de Guerre et Paix, Tolstoï reprend l'école en 1869 fréquentée par trente-cinq enfants de paysans de la région. Il rédige alors un abécédaire, Les quatre livres de lecture, recueil de centaines de récits, fables, contes et légendes populaires composés ou adaptés par Tolstoï. 

### Aux champs

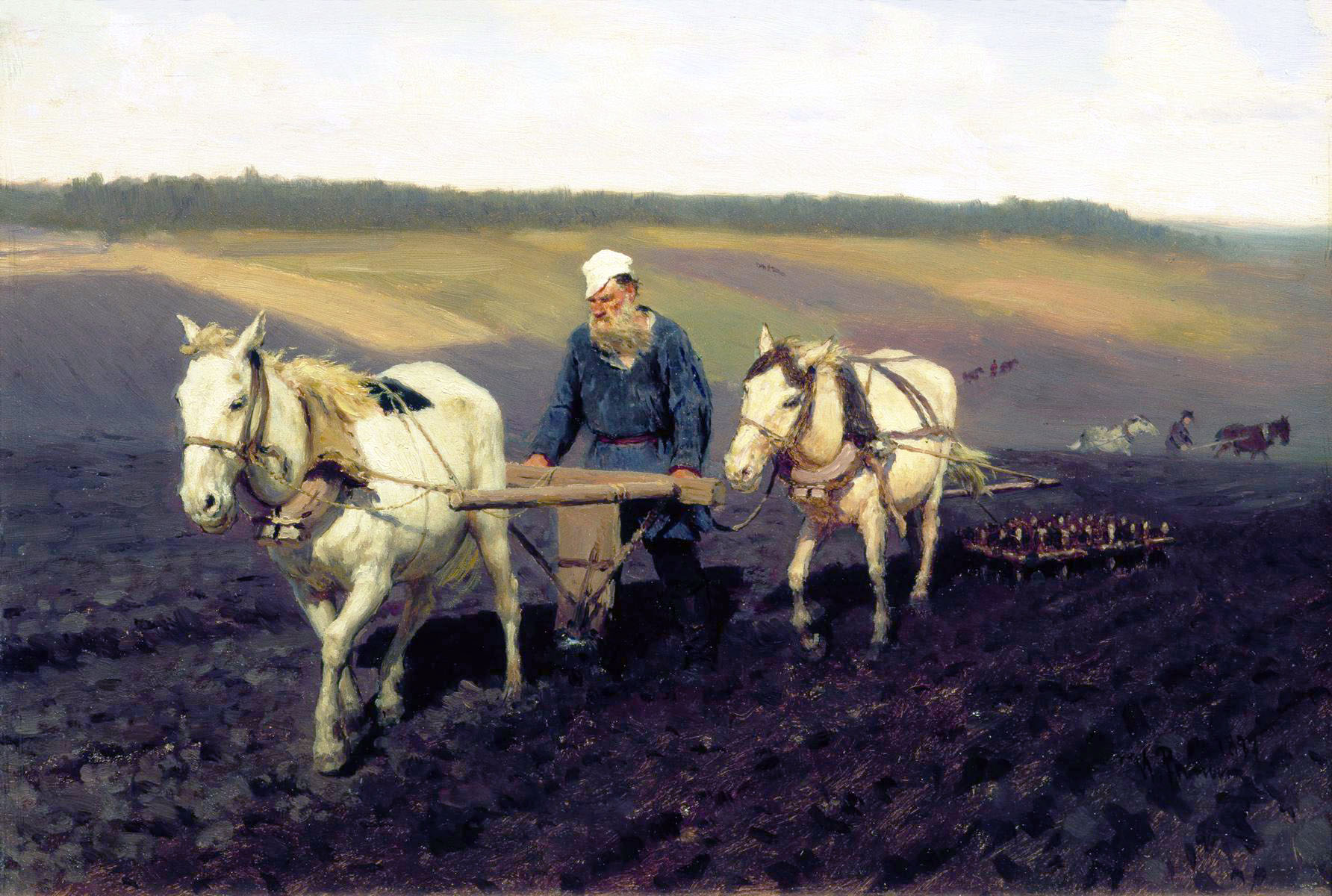
Tolstoï dans un champ de labour par Répine (1887)

Préoccupé de la condition paysanne, Léon Tolstoï soutient ses paysans. Attentif à leur bien-être, d'une condition physique robuste, il les aide aux champs. Ilia Répine rapporte lorsqu'il explique la genèse du tableau Tolstoï dans un champ de labour qu'il a suivi Tolstoï appelé par une veuve à l'aider dans son champ, et que celui-ci a travaillé sans interruption pendant six heures, ce qui a permis à Répine de remplir son carnet de croquis.

### Pommeraie
Préoccupé, le barine plante et fait planter des pommiers. Ce sera la deuxième plus grande pommeraie d'Europe.
Lors de la Grande famine, Léon Tolstoï organise des soupes populaires qu'il distribue, animé par un souci de charité, il mobilise autour de lui et devient une entreprise caritative à lui tout seul Il souligne dans son écrit  La Famine la cause : « Le peuple a faim parce que nous mangeons trop À la vue de cette faim, de ce froid et de cette humiliation de milliers d hommes, je me convainquis que l existence à Moscou de gens vivant de cette vie était un crime. Et nous, pendant ce temps, nous nous rassasiions de filets et d esturgeons (...) Le petit groupe d hommes qui domine la masse des travailleurs, jouissant de tout ce qu elle produit, vit dans l oisiveté, dans un luxe insensé, et dépense inutilement et immoralement le produit du travail de millions d êtres » 

### Tolstoï en son domaine
Les milliers de visiteurs qui venaient à Iasnaïa Poliana étaient fort surpris de voir la famille Tolstoï manger dans des services en argent. Tolstoï, qui était de son temps, adorait jouer au tennis (cour en gazon de la propriété) et rouler à bicyclette offerte par la « Société moscovite des passionnés de vélocipède ».
Enjoué et sachant plaisanter, il dit à une de ses admiratrices qui le pressait de question : « Je dirais la vérité sur les femmes quand j'aurais un pied dans la tombe. Je la dirais très vite, et puis je sauterais dans mon cercueil, et j'en rabattrai le couvercle ». À une autre le questionnant de par trop, le barine fait alors gaiement un tour sur lui-même et ajoute « Moi, Madame on ne me montre pas », et tous de rire.
Tolstoï tond son gazon. Il fabrique lui-même ses chaussures, se faisant cordonnier Il avait coutume de dire : « Je ne croirais jamais aux sentiments humains d'une personne qui fait vider son pot de chambre par son valet » L'âge viendra et bien qu'adulé, il se sentira seul incompris, et ne pouvant concilier son mode de vie aristocratique ce sera la fuite, brisé, à Astopovo.

## Visiteurs illustres et du monde entier
Tolstoï reçoit presque toutes les personnalités culturelles et artistiques russes importantes de son temps à Iasnaïa Poliana. Ses invités prestigieux se nomment, entre autres : Anton Chekhov, Ivan Tourgueniev, Maxime Gorky, les peintres Valentin Serov et Ilya Répine
En 1882, Tolstoï participe au recensement de la population de Moscou, et il lui est attribué une section du raïon du Marché de Smolensk, dont le quartier pauvre de la forteresse de Rjanov (Ржановскую крепость). Le peintre Répine accompagne l'écrivain dans ses tournées, comme en témoignent les dessins Scène de rue («Уличная сценка»), L. N. Tolstoï et ses commis au recensement («Л. Н. Толстой и счётчики на переписи») et quelques autres.
Pendant les douze années où il le fréquente, que ce soit dans son appartement moscovite ou à Iasnaïa Poliana, Répine peint plusieurs portraits de l'écrivain, les plus connus étant Tolstoï à sa table de travail («Л. Н. Толстой за письменным столом» - 1887), Tolstoï dans un fauteuil un livre à la main («Л. Н. Толстой в кресле с книгой в руках» - 1887), Tolstoï dans un cabinet japonais («Л. Н. Толстой в Яснополянском кабинете под сводами» - 1891), ainsi que des dizaines d'esquisses et de croquis, la plupart dispersés dans ses carnets.
En août 1895 Anton Tchekhov est invité pour la première fois  dans la propriété de Tolstoï de Iasnaïa Poliana– « Je me sens aussi serein qu’à la maison, et les discussions avec Lev Nikolaïevitch sont agréables » écrira Tchekhov deux mois plus tard.

### La rédaction deGuerre et Paixet d'Anna Karénine
Léon Tolstoï a écrit ses chefs-d’œuvre ici, assis face à son bureau, dans sa chambre du rez-de-chaussée.

## La tombe de Tolstoï

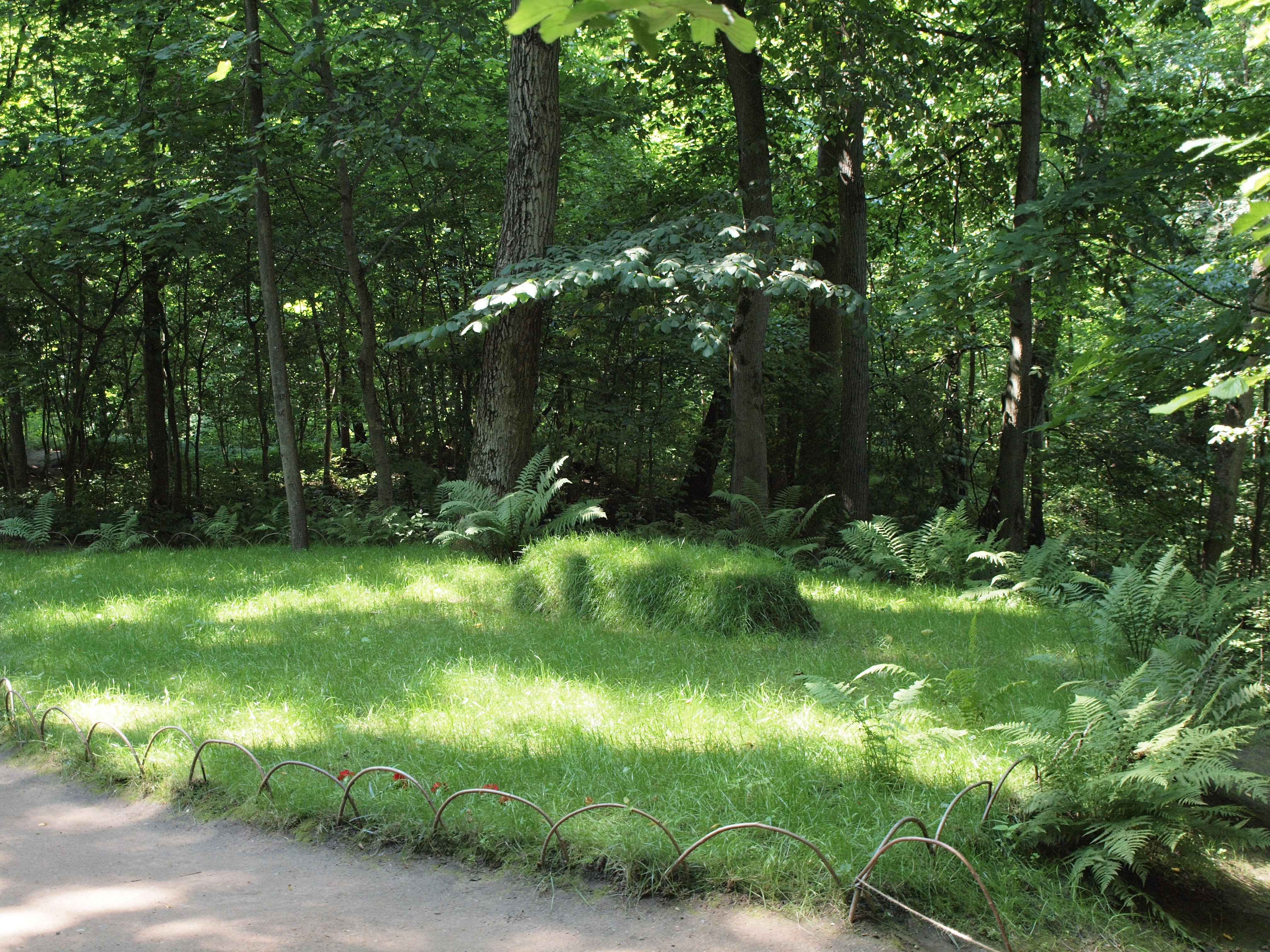
La tombe de Tolstoï dans le parc de Iasnaïa Poliana.

La tombe de Tolstoï est particulière, car elle forme un simple monticule, sans croix, ni pierre tombale, ni inscription. Tolstoï voulait être enterré là, en souvenir du jeu des frères Fourmis, Elle produisit un vif effet sur Stefan Zweig, qui affirme  « [n'avoir] rien vu en Russie de plus grandiose, de plus saisissant que la tombe de Tolstoï ». Il ajoute : 

« Ni la crypte de Napoléon sous la coupole de marbre des Invalides, ni le cercueil de Goethe dans le caveau des princes, ni les monuments de l'abbaye de Westminster n'impressionnent autant que cette tombe merveilleusement silencieuse, à l'anonymat touchant, quelque part dans la forêt, environnée par le murmure du vent, et qui ne livre par elle-même nul message, ne profère nulle parole. »

— Stefan Zweig, Le monde d'hier. Souvenirs d'un Européen
L'écrivain et académicien français Dominique Fernandez est lui aussi profondément marqué par cette tombe. Il déclare ainsi dans un entretien au Courrier de Russie : « c'est la tombe la plus émouvante que j'aie jamais vue. La simplicité du génie, tout est là ».

## Le musée Tolstoï et Iasnaïa Poliana de 1905 à nos jours

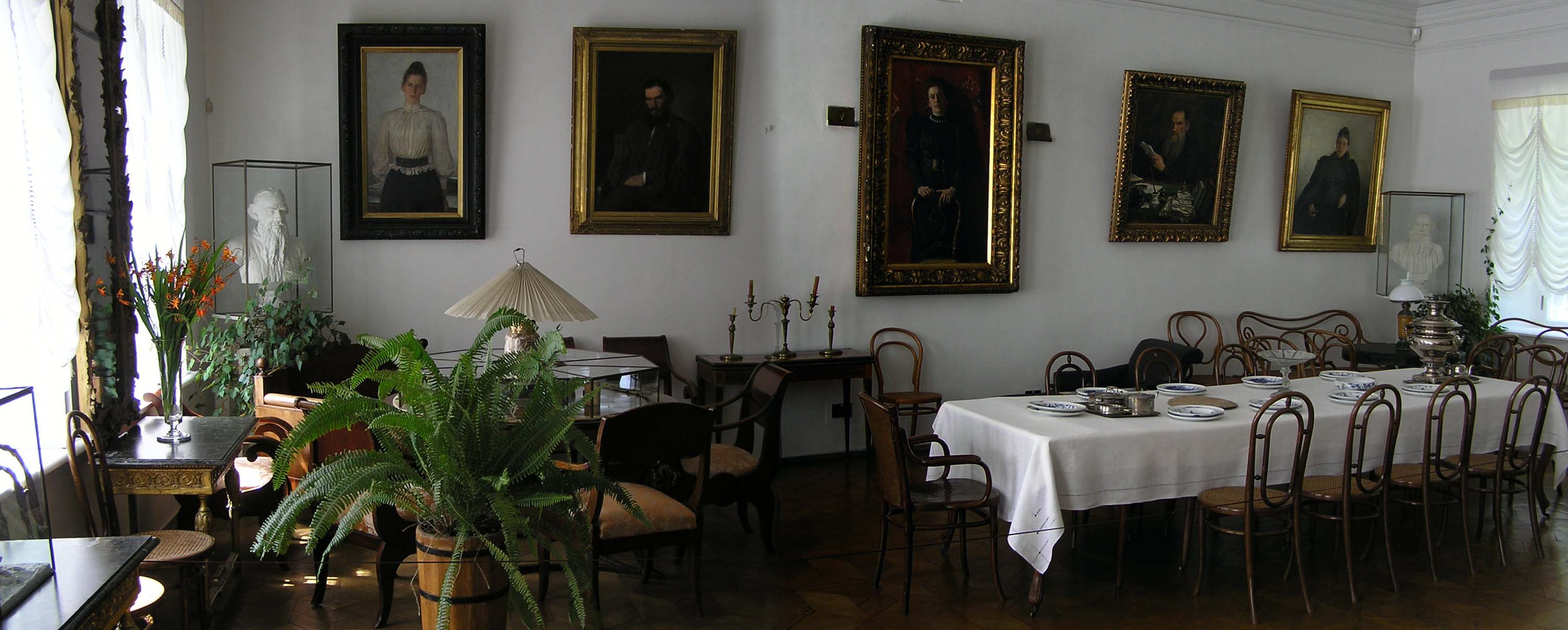
La salle à manger.

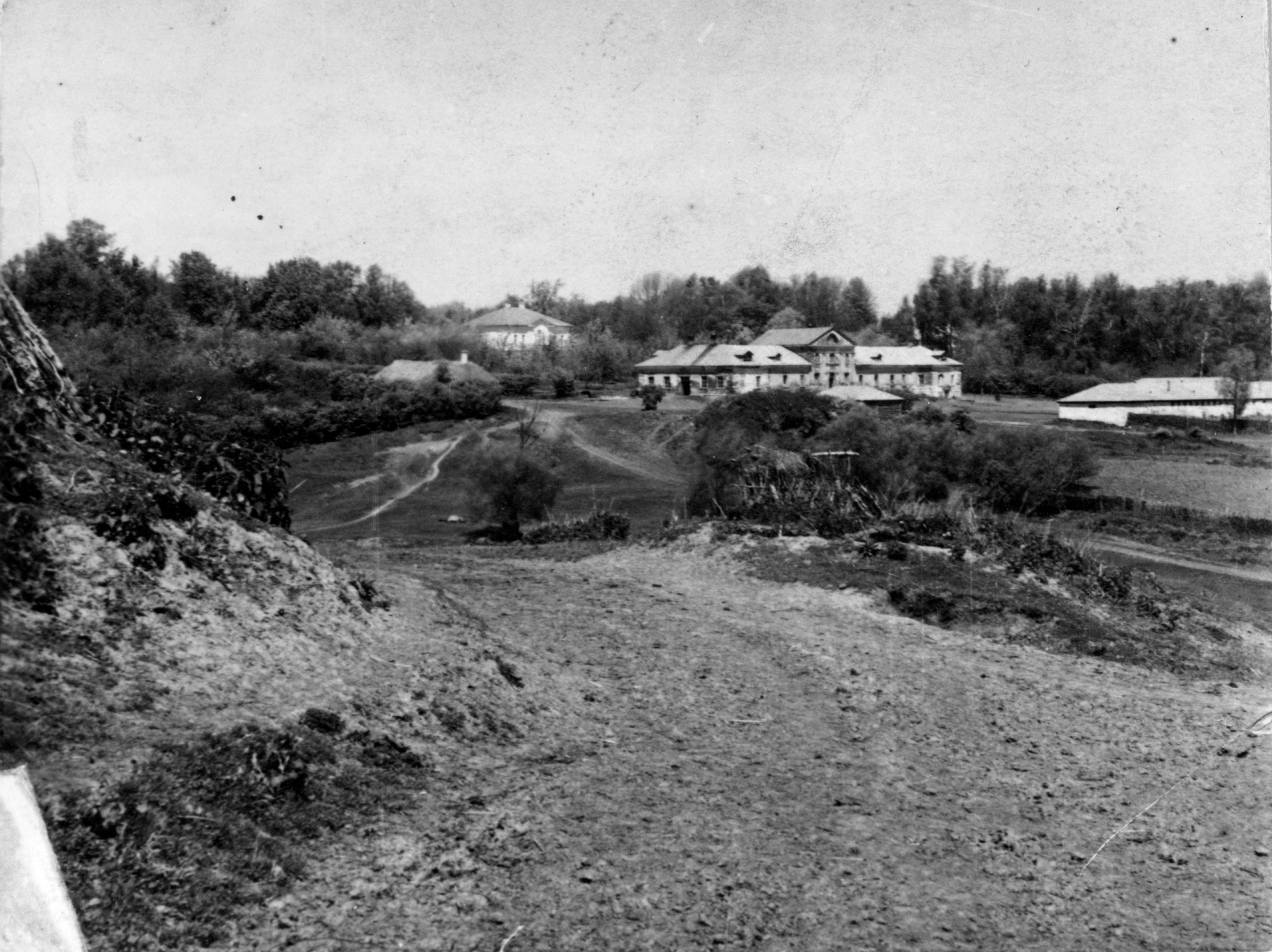
Iasnaïa Poliana en 1908 par Sergueï Prokoudine-Gorski.

Les paysans de Iasnaïa Poliana protègent le domaine pendant la révolution russe de février 1917
En 1921, le domaine est transformé en musée à la mémoire de l'écrivain,. Il est d'abord dirigé par une des filles de Tolstoï, Alexandra Tolstoï.
Les paysans encore pendant la Seconde Guerre mondiale protègent toujours le domaine. La tombe de Tolstoï est profanée par la Wehrmacht, les soldats allemands enterrant leurs morts à côté de celle-ci ; la propriété étant transformée en hôpital militaire. Le domaine échappe toutefois au pillage, les Soviétiques ayant auparavant évacué les objets les plus précieux. Après la guerre, il est restauré, et rendu à l'état dans lequel il était du vivant de Tolstoï.
C'est Valentin Boulgakov dernier secrétaire de Tolstoï, qui prend la direction du domaine après la seconde guerre mondiale et en fait ce qu'il est aujourd'hui.
En 1994, la direction du musée est reprise par Vladimir Tolstoï, l'arrière petit-fils de Tolstoï. Cette nomination marque le retour de la famille Tolstoï à Iasnaïa Poliana. En 2012, il cède sa place à Ekaterina Tolstaya, son épouse (à ne pas confondre avec la petite-fille de Tolstoï qui répond au même nom), à la tête du musée.
Le musée contient les effets personnels de Tolstoï, ses meubles, ainsi que sa bibliothèque de 22 000 volumes. On y visite également l'école fondée par Tolstoï.

### Sources
- (ru) Cet article est partiellement ou en totalité issu de l’article de Wikipédia en russe intitulé « Ясная_Поляна » (voir la liste des auteurs).

- (ru) Cet article est partiellement ou en totalité issu de l’article de Wikipédia en russe intitulé « Ясная Поляна (деревня, Тульская область) » (voir la liste des auteurs).